# Restrepiella ophiocephala
Restrepiella ophiocephala är en orkidéart som först beskrevs av John Lindley, och fick sitt nu gällande namn av Leslie Andrew Garay och Galfrid Clement Keyworth Dunsterville. Restrepiella ophiocephala ingår i släktet Restrepiella och familjen orkidéer. Inga underarter finns listade i Catalogue of Life.